# 波迪雷
波迪雷（烏克蘭語：Поділи）是烏克蘭東北部的舊村，曾經由蘇梅州的中布達區負責管轄，處於柳特卡河右岸，該城鎮距離波利斯凯大約0.5公里。